# Abhang
 Abhang  é uma forma de devocionais poesia cantada em louvor do deus hindu Vitthala, também conhecido como Vithoba. A palavra "abhang" vem de "a" para "não" e "bhang" para "terminar" ou "interromper", em outras palavras, um processo contínuo e sem falhas, neste caso referindo-se a um poema. Em contraste, as canções devocionais conhecidas como Bhajan concentram-se na jornada interior. Os abhangs são expressões mais exuberantes da experiência comunitária.  Abhanga é considerada uma forma da ovi. Abhangs são cantados durante a peregrinação aos templos de Pandharpur, pelos devotos.